# Município de Copley (condado de Summit, Ohio)
Localização do Ohio nos E.U.A.
O município de Copley (em inglês: Copley Township) é um município localizado no condado de Summit no estado estadounidense de Ohio. No ano 2010 tinha uma população de 17.304 habitantes e uma densidade populacional de 321,5 pessoas por km².

## Geografia
O município de Copley encontra-se localizado nas coordenadas 41° 05′ 12″ N, 81° 37′ 57″ O. Segundo a Departamento do Censo dos Estados Unidos, o município tem uma superfície total de 53.82 km², da qual 52.95 km² correspondem a terra firme e (1.63%) 0.88 km² é água.

## Demografia
Segundo o censo de 2010, tinha 17304 pessoas residindo no município de Copley. A densidade de população era de 321,5 hab./km².